# Ryan Shay
Ryan Shay (* 4. Mai 1979 in Ypsilanti, Michigan; † 3. November 2007 in New York City) war ein US-amerikanischer Langstreckenläufer.

## Leben und Karriere
Shays größter Erfolg war 2003 der Gewinn der US-Meisterschaft im Marathon. Ein Jahr darauf wurde er beim New-York-City-Marathon Neunter, 2005 belegte er bei den Halbmarathon-Weltmeisterschaften in Edmonton Platz 15.
Ryan Shay hatte bei einer Größe von 1,78 m ein Wettkampfgewicht von 70 kg. Er war seit dem 7. Juli 2007 mit der in den USA bekannten und erfolgreichen Langstreckenläuferin Alicia Shay (geb. Craig; * 14. Juni 1982; Bestzeit über 10.000 m: 32:19,97 min) verheiratet.

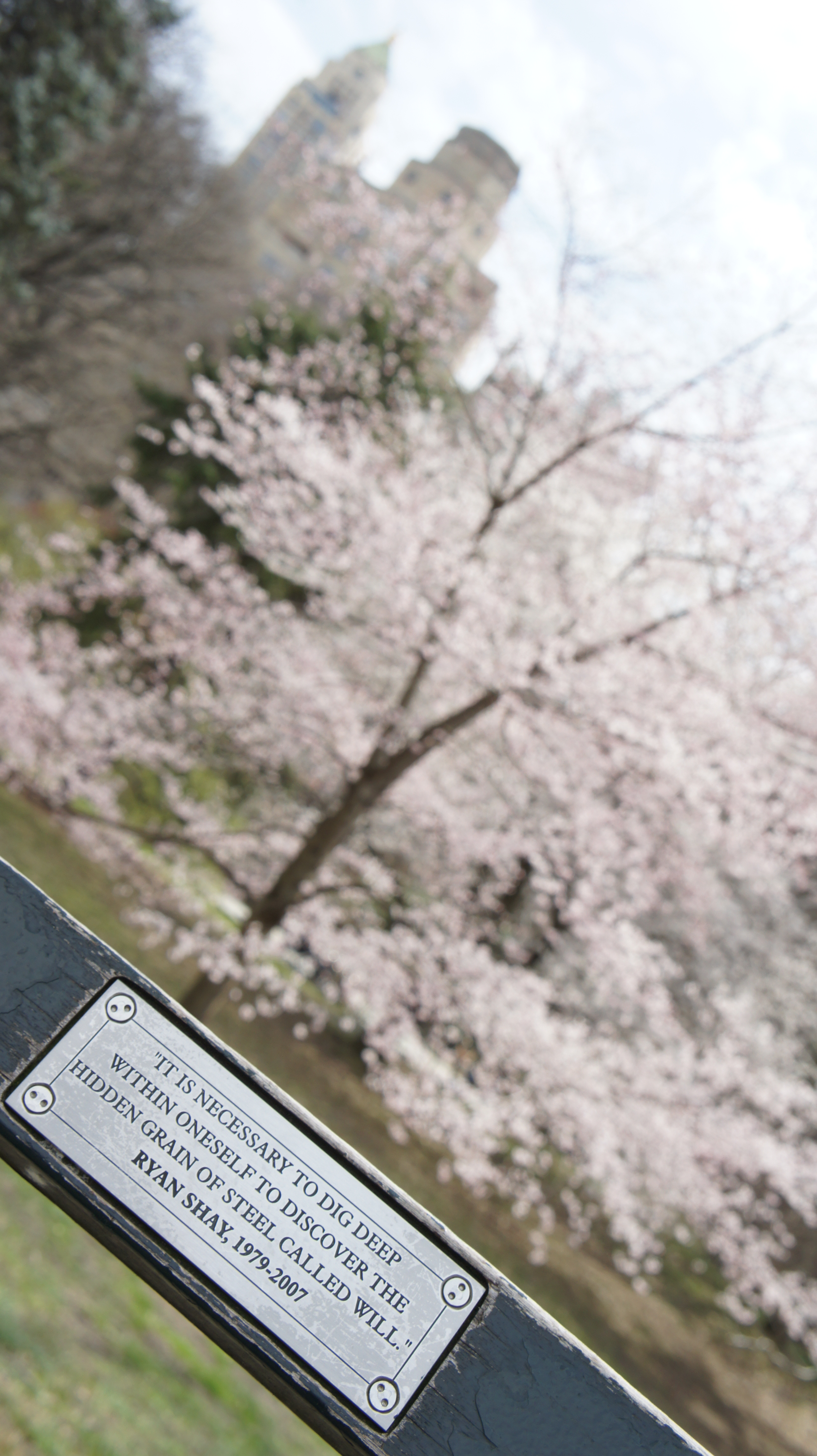

Er starb während des US-amerikanischen Ausscheidungsmarathons für die Olympischen Spiele 2008, der einen Tag vor dem New-York-City-Marathon  2007 im Central Park stattfand und bei dem Shays Freund Ryan Hall in 2:09:02 h siegte. Nach neun Kilometern brach Shay zusammen und wurde unverzüglich ins Lenox Hill Hospital gebracht, wo die Ärzte nur noch seinen Tod feststellen konnten. Bei der Autopsie wurde ein plötzlicher Herzstillstand als Todesursache festgestellt. Im März 2008 gab  der untersuchende Arzt bekannt, Shay sei an den Folgen von Herzrhythmusstörungen, die auf einer Herzvergrößerung und Narben auf der Herzmuskulatur zurückzuführen seien, gestorben. Die Ursachen für diese Fibrosen konnten jedoch nicht bestimmt werden. Bei Shay war bereits in der Jugend ein vergrößertes Herz diagnostiziert worden, bei wiederholten Untersuchungen gaben jedoch die Ärzte immer wieder grünes Licht für eine leistungssportliche Betätigung. Shay ist der erste bekannte Fall eines Eliteläufers, der während eines Wettkampfes einen Sekundenherztod erlitt.

## Persönliche Bestzeiten
- 5000 m: 13:35,00 min, 19. April 2002, Walnut
- 10.000 m: 28:03,44 min, 29. April 2007, Palo Alto
- 15-km-Straßenlauf: 43:52 min, 12. März 2005, Jacksonville
- 20-km-Straßenlauf: 59:53 min, 6. September 2004, New Haven
- Halbmarathon: 1:03:13 h, 1. Oktober 2005, Edmonton
- Marathonlauf: 2:14:08 h, 7. November 2004, New-York-City-Marathon